# Paralastor tridentatus
Paralastor tridentatus är en stekelart som beskrevs av Schulthess 1935. Paralastor tridentatus ingår i släktet Paralastor och familjen Eumenidae. Inga underarter finns listade i Catalogue of Life.